# Wapen van Saint Lucia

Het wapen van Saint Lucia

Het wapen van Saint Lucia is in 1967 ontworpen door Sydney Bagshaw en werd in 1979 officieel in gebruik genomen.

## Beschrijving
Op het blauwe schild staan twee rozen, het teken van het Huis Tudor en voor het Verenigd koninkrijk. Ook staat er twee keer een gouden Fleur-de-lys op, als verwijzing naar de Franse geschiedenis van het land. De fakkel bovenop symboliseert de vooruitgang. Aan de zijkanten van het schild staan twee papegaaien die staan voor de flora en fauna van het land. Onderaan staat het officiële motto van het land: "The Land. The People. The Light" ("Het Land. Het Volk. Het Licht").
Antigua en Barbuda · Aruba · Bahama's · Barbados · Belize · Canada · Costa Rica · Cuba · Curaçao · Dominica · Dominicaanse Republiek · El Salvador · Grenada · Guatemala · Haïti · Honduras · Jamaica · Mexico · Nicaragua · Panama · Saint Kitts en Nevis · Saint Lucia · Saint Vincent en de Grenadines · Sint Maarten · Trinidad en Tobago · Verenigde Staten
Afhankelijke gebieden

Amerikaanse Maagdeneilanden · Anguilla · Bermuda · Britse Maagdeneilanden · Groenland · Guadeloupe · Kaaimaneilanden · Martinique · Montserrat · Navassa · Puerto Rico · Saint-Pierre en Miquelon · Turks- en Caicoseilanden